# Fournou Korifi
Fournou Korifi (Φουρνου Κορυφη) è il sito archeologico di un insediamento minoico nella Creta meridionale, poco distante dall'attuale villaggio Myrtos e ancor meno da Pyrgos, altro sito dell'AM.

## Geografia
Fournou Korifi venne costruito in cima ad una ripida collina, e mostra un eccellente panorama della costa.

## Archeologia
Fournou Korifi venne scavato nel 1967 da Peter Warren e pubblicato in modo esaustivo e completo pochi anni più tardi.
L'insediamento fu in uso solo durante il periodo dell'Antico Minoico II.
Tra i reperti scavati ci furono due telai per la tessitura.
Molte teorie riguardo all'interpretazione del sito dalle cento stanze sono messe a disposizione da Peter Warren, Branigan e Todd Whitelaw.